# 淮阴侯韩信
淮陰侯韓信，中国制作的历史剧，剧集描述了汉初名将韓信的一生。韓信出身地江苏省淮陰市（今淮安市）全面協力于1991年制作完成，导演郭宝昌。

## 演员表
- 张丰毅 饰演 韩信
- 史兰芽 饰演 齐娥
- 韓再峰 饰演 项羽
- 石维坚 饰演 刘邦
- 柳格格 饰演 吕雉
- 施京明 饰演 张良